# Estado
Estado och estadal är gamla spanska längdmått, motsvarande en och två famn.
- 1 estado = 2 varas = 1,67 meter;
- 1 estadal = 4 varas = 3,34 meter.

Dessutom finns estadio, motsvarigheten till ett romerskt stadium på 125 passos, en längd på 174,15 meter. 